# جانگ شین یونگ
جانگ شین یونگ (انگلیسی: Jang Shin-young؛ زادهٔ ۱۷ فوریهٔ ۱۹۸۴) بازیگر اهل کره جنوبی است.
وی بازیگر فیلم‌هایی همچون چشم قرمز و روزهای بهاری من بوده‌است.